# Golf-Sant Julià
Golf-Sant Julià – miejscowość w Hiszpanii, w Katalonii, w prowincji Girona, w comarce Gironès, w gminie Sant Julià de Ramis.
Według danych INE z 2005 roku miejscowość zamieszkiwały 132 osoby.